# Autoette Electric Car
Die Autoette Electric Car Company war ein US-amerikanischer Automobilhersteller, der zwischen 1952 und 1957 in Long Beach, Kalifornien, ansässig war.

## Beschreibung
Der Autoette war ein offenes, dreirädriges Fahrzeug mit zwei Sitzplätzen. Das einzelne Vorderrad wurde mit einer Lenkstange gelenkt. Das Fahrzeug sah einem Golfmobil  recht ähnlich. Angetrieben wurden die Wagen von 24-V-Elektromotoren. Je nach Radstand und Länge hießen die Modelle 800, 850 und 875. Vier 6-V-Batterien lieferten die Energie, die für 55–65 km reichte.